# Хірокадзу Корееда
Хірокадзу Корееда (яп. 是枝 裕和, англ. Hirokazu Kore-eda; нар. 6 червня 1962, Токіо) — японський режисер, сценарист, продюсер і режисер монтажу. Лауреат Призу журі Каннського кінофестивалю 2013 року за драму «Який батько, такий син» і Золотої пальмової гілки Каннського кінофестивалю 2018 року за фільм «Крамничні злодюжки». 
Його фільми розкривають теми смерті, пам'яті і примирення з втратою. Також однією з головних тем творчості режисера є тема сім'ї та взаємовідносин в ній.

## Кар'єра
Перш ніж почати кар'єру режисера, Корееда працював другим режисером документальних фільмів для телебачення. Зрештою він почав знімати власні фільми, спочатку документальні, а потім і художні.
У 1995 році на 52-му Венеційському кінофестивалі його перший художній фільм «Маборосі» отримав нагороду Золота Озелла. На 1999 Міжнародному фестивалі незалежного кіно в Буенос-Айресі він отримав нагороди у категоріях Найкращий фільм та Найкращий сценарій за фільм «Після життя».
У 2004 році його драма «Ніхто не дізнається» отримала нагороди Блакитної стрічки у номінаціях Найкращий фільм та Найкращий режисер. Його фільм «Ще йдемо» (2008) також вшанували визнанням і нагородами, включаючи Азійську кінопремію за Найкращу режисерську роботу.
Прем'єра драми «Який батько, такий син» відбулася на Каннському кінофестивалі 2013 року, де вона змагалася за Золоту пальмову гілку й отримала Приз журі. 
Картина «Наша молодша сестричка» також була відібрана до конкурсу Золотої пальмової гілки на Каннському кінофестивалі 2015 року. Його фільм «Після шторму» дебютував у програмі Особливий погляд Каннського кінофестивалю. За режисерську роботу над цим фільмом він отримав премію Кінофестивалю Йокогами. Корееда отримав нагороди Найкращий кінофільм, Найкращий режисер і Найкращий монтаж Японської академії за фільм «Третє вбивство» (2017).
У 2018 році його фільм «Крамничні злодюжки» після прем'єри на Каннському кінофестивалі отримав Золоту пальмову гілку. Також він був номінований на премію «Оскар» за найкращий фільм іноземною мовою.

## Фільмографія

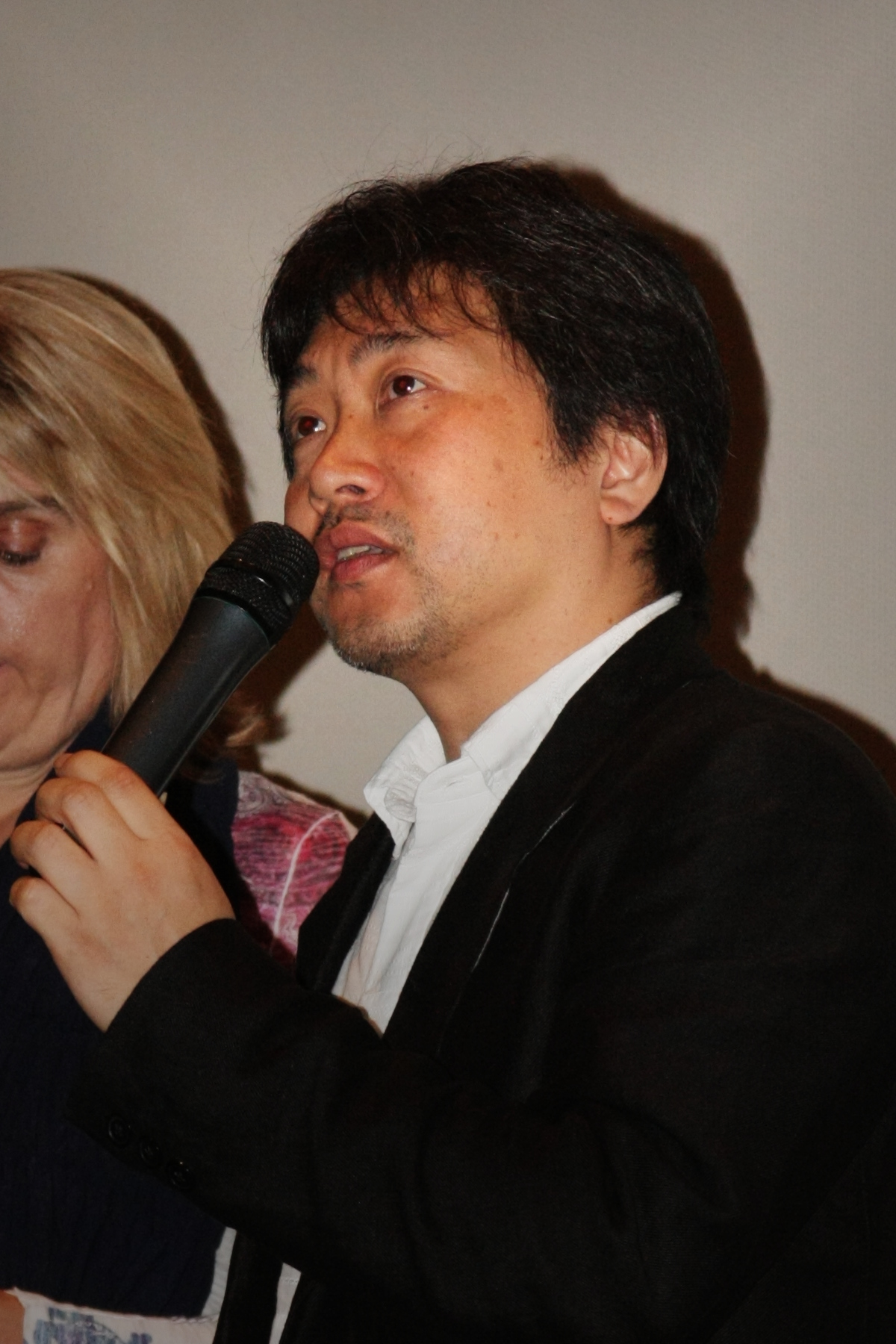
Хірокадзу Корееда на Міжнародному кінофестивалі у Торонто, 2009 р.

| Рік  | Фільм                                    |         |           |          |          | Пр.            |
| Рік  | Фільм                                    | Режисер | Сценарист | Монтажер | Продюсер | Пр.            |
| ---- | ---------------------------------------- | ------- | --------- | -------- | -------- | -------------- |
| 1991 | англ. «Lessons from a Calf»              | Так     |           |          |          | Документальний |
| 1991 | англ. «However…»                         | Так     |           |          |          | Документальний |
| 1994 | англ. «August without Him»               | Так     |           |          |          | Документальний |
| 1995 | «Маборосі»                               | Так     |           |          |          |                |
| 1996 | «Без пам'яті»                            | Так     |           |          |          | Документальний |
| 1998 | «Після життя»                            | Так     | Так       | Так      |          |                |
| 2001 | «Відстань»                               | Так     | Так       | Так      |          |                |
| 2004 | «Ніхто не дізнається»                    | Так     | Так       | Так      | Так      |                |
| 2006 | англ. «Hana»                             | Так     | Так       | Так      |          |                |
| 2008 | «Все ще йдемо»                           | Так     | Так       | Так      |          |                |
| 2008 | Daijōbu Dearu Yō ni: Cocco Owaranai Tabi | Так     |           |          |          | Документальний |
| 2009 | «Надувна лялька»                         | Так     | Так       | Так      | Так      |                |
| 2011 | «Диво»                                   | Так     | Так       | Так      |          |                |
| 2013 | «Який батько, такий син»                 | Так     | Так       | Так      |          |                |
| 2015 | «Наша молодша сестричка»                 | Так     | Так       | Так      |          |                |
| 2016 | «Після шторму»                           | Так     | Так       | Так      |          |                |
| 2017 | «Третє вбивство»                         | Так     | Так       | Так      |          |                |
| 2018 | «Крамничні злодюжки»                     | Так     | Так       | Так      | Так      |                |
| 2019 | «Правда»                                 | Так     | Так       | Так      |          |                |
| 2022 | «Брокер»                                 | Так     | Так       | Так      |          |                |
| 2023 | «Монстр»                                 | Так     |           | Так      |          |                |

## Нагороди
| Фільм                    | Нагорода                                     | Кінофестиваль                                           | Рік |
| ------------------------ | -------------------------------------------- | ------------------------------------------------------- | --- |
| «Світло ілюзій»          | «Золота Озелла» за кращу режисерську роботу  | Венеційський кінофестиваль                              |     |
| «Після життя»            | Нагорода за кращий фільм                     | Буенос-Айреський міжнародний фестиваль незалежного кіно |     |
|                          | Нагорода за кращий сценарій                  | Буенос-Айреський міжнародний фестиваль незалежного кіно |     |
| «Ніхто не дізнається»    | Блакитна стрічка за кращу режисерську роботу | Кінофестиваль Блакитна стрічка в Токіо                  |     |
|                          | Блакитна стрічка за кращий фільм             | Кінофестиваль Блакитна стрічка в Токіо                  |     |
|                          | «Золота шпора»                               | Кінофестиваль Фландерс (Бельгія)                        |     |
| «Який батько, такий син» | Приз журі                                    | Каннський кінофестиваль                                 |     |
| «Крамничні злодюжки»     | Золота пальмова гілка                        | Каннський кінофестиваль                                 |     |
|                          | Премія «Золотий апельсин» за кращу режисуру  | Міжнародний Антальский кінофестиваль                    |     |